# Armeniens flag
Armeniens flag er en trikolore med tre lige brede vandrette bånd i farverne rød (på toppen), blå (i midten) og orange (i bunden).
De tre farver er blevet forbundet med nationen gennem mange århundreder. Der er mange fortolkninger af farvernes betydninger, men en udbredt en er, at den røde farve symboliserer blod udgydt af armenere i forsvar for landet, at orange symboliserer national mod gennem arbejdskraft, og at blåt symboliserer naturen i landet. Flaget blev oprindelig brugt som nationens nationale flag i landets korte periode som uafhængig stat efter første verdenskrig (med proportioner 2:3), og blev hevet frem igen som officielt flag, da Armenien erklærede uafhængighed fra Sovjetunionen, med proportioner 1:2.